# 西迪納曼
36°45′29″N 3°59′02″E / 36.75806°N 3.98389°E
西迪納曼（阿拉伯语：‎），是阿爾及利亞的城鎮，位於該國北部提濟烏祖省，由德拉本海達區負責管轄，面積42平方公里，2008年人口10,688，人口密度每平方公里253人。